# سانتانیی
سانتانیی (به اسپانیایی: Santanyí) یک شهرستان در اسپانیا است.

## خصوصیات
سانتانیی ۱۱٬۱۷۲ نفر جمعیت دارد.